# Debut
Debut es el primer álbum de estudio de la cantante islandesa Björk, lanzado en julio de 1993 por el sello One Little Indian en el Reino Unido y Elektra en los Estados Unidos. Björk trabajó en el álbum con el productor Nellee Hooper, quien coescribió cinco de las canciones de Debut con ella. El álbum se compone en su mayoría por canciones de amor relacionadas con temas tales como su novio Dominic Thrupp, su productor Nellee Hooper y amor a la vida misma. Musicalmente, las canciones de este álbum tomaron una dirección diferente a sus álbumes anteriores junto a la banda The Sugarcubes, con estilos que van desde el house, jazz, trip hop y techno.
Debut recibió aclamación de los críticos de la música británica, que elogiaron la voz de Björk y la elección de una amplia gama de estilos musicales en el álbum. En Estados Unidos, el álbum recibió críticas más mixtas, con algunos críticos quejándose de su falta de música rock.

## Información acerca del álbum
Después del álbum Stick around for joy (1992) The Sugarcubes, Björk comienza a preparar su segundo álbum, después del gran paréntesis que vino después de Björk. Durante este tiempo y hasta que finalmente Debut tiene el reconocimiento internacional no tan esperado por la cantante, en casi todas las entrevistas no cierra la puerta a una posible reunión del grupo anterior.
Para preparar las sesiones del álbum Björk se muda a Londres y es allí donde comienza a internarse en la escena techno y dance del momento para así concebir canciones para su nuevo trabajo. Aunque el resultado final distará bastante de estos estilos, ya que solo «Big time sensuality» y «Violently happy» tienen verdaderos toques dance, pero esto hará que conozca a Nelle Hooper excantane de Soul II Soul, personaje importante en la carrera de Björk. En sí, Debut, tiene una mezcla de flautas, arpas, pianos y arreglos de cuerdas.
El disco contiene temas compuestos tanto por Björk como por ella y Nelle Hooper. También contiene una versión del tema «Like someone in love» de Jimmy Van Heusen. Esta versión contó con la participación de Corky Hale, un arpista legendario gracias a sus colaboraciones con renombrados artistas como Dean Martin y Frank Sinatra, entre otros.
En octubre de 1993 sale el sencillo «Play dead», banda sonora de la película The young americans, dirigida por Danny Cannon y protagonizada por Harvey Keitel. La canción fue compuesta con la colaboración de David Arnold y Jah Wobble. Al principio no fue incluida en el álbum, pero con el éxito del sencillo, se posicionó como bonus track en las siguientes reediciones de Debut.

## Remixes
Con el éxito del álbum la organización Rock Against Racism le solicita el apoyo a través de la concesión de la canción «One Day» para ser remixada por Andy Weatherall. Más tarde sale otro remix de la canción «Venus as a boy» realizado por Mick Hucknall, cantante de Simply Red a sugerencia de la discográfica.
Para esas fechas sale un lanzamiento especial: The best mixes from the álbum Debut for all the people who don't buy white-labels destinado principalmente a los fanáticos de la música dance. El lanzamiento incluye seis reconstrucciones de piezas de Debut a cargo de Underworld, Endorphin, Sabres of Paradise, The Black Dog y Springs Eternal.

## Repercusiones
Si bien la discográfica One Little Indian esperaba vender cerca de 20000 ejemplares, terminó alcanzando los 5.4 millones en todo el mundo, una cifra modesta en comparación a megaestrellas legendarias del rock, pero una cifra extraordinaria para un artista de la escena alternativa. Debut fue llamado álbum del año por New Musical Express, y seguidamente llegó al disco de platino en los Estados Unidos. Alcanzó el puesto #61 en Billboard y #3 en las listas británicas. Fue votado por la revista Q como el mejor álbum de todos los tiempos #74.
Además, Wayne Coyne, líder de la famosa banda de rock alternativo, The Flaming Lips, lo consideró su disco preferido en una encuesta hecha por la revista Rolling Stone para determinar los 500 mejores discos de la historia.
También está incluido en el libro 1001 discos que hay que escuchar antes de morir como parte de la recopilación de varios críticos internacionales. También están Vespertine y Medúlla.

## Recepción

### Crítica especializada
La crítica especializada realizó sobre todo críticas positiva del álbum, centrándose en las versiones que realizó por ejemplo de la canción «Like someone in love» o en la calidad del álbum para ser un debut. Una de las críticas negativas la realizó Ben heller para Rolling Stone y se centró sobre todo en la producción de Nelle Hooper y en cómo arruinó el talento de la cantante con instrumentos electrónicos.
En Allmusic la crítica Heather Phares, quien le otorga cinco de cinco estrellas al álbum dice que supera al nivel de los discos anteriores con The Sugarcubes. Dice de su estilo que es «elegante» e «inspirado en el dance» pero que a pesar de esto cada canción es «distinta» a la otra; desde la «idealista» «One day» hasta la «agridulce» «Violently happy», pasando por «Human behaviour» llena de «percusión dramática» que «provee un perfecto espectáculo para su voz de alto rango», o la «exótica» «Aeroplane», o «Anchor song» que utiliza «solo su voz y una sección de viento para capturar la soledad del océano.» De «Big time sensuality» dice que «irradia energía» y de «There's more to life than this» dice que «le da la vuelta al género» dance «en su cabeza» dándole además un sentimiento de extrañeza con su voz. Las canciones más románticas según Phares son «Venus as a boy» con «suaves cuerda», alabando además su letra y su voz, para terminar, la canción «Like someone in love» la describe como «reinventada» y una «de sus mejores baladas.» La crítica también dice que este álbum no tan es artístico como lo que grabó con The Sugarcubes pero que las «canciones orientadas a los clubs» dan un buen contraste con la «delicada atmósfera del álbum» y afirma que es «su más bello trabajo» considerando que el álbum sigue sonando «fresco» a pesar de que pase el tiempo. Para concluir apunta que «Debut no solo anunció el talento remarcable de Björk; sugirió que tenía más que ofrecer.» En Amazon.co.uk Douglas Wolk dice que «lleva la experimentación a la pista de baile» y que le añade una «voz expresiva», además dice que tiene una «distinción de géneros que tiene grandes resultados» sobre todo la erótica reagge easy-listening «Venus as a boy». Comenta que está acompañada del productor Nelle Hooper y que incluye en el álbum gaitas «construidas de beats de media noche y timbres peculiares», también dice que canta como si rezumara alegría por todos sus poros. Robert Christgau, en su página da una crítica negativa del álbum, aunque no expresa por qué.
| Crítica especializada | Crítica especializada |
| --------------------- | --------------------- |
| Publicación           | Calificación          |
| Allmusic              | 5/5 estrellas         |
| Amazon.co.uk          | (neutral-positiva)    |
| Rolling Stone         | 2/5 estrellas         |
| Slant Magazine        | (neutral-positiva)    |
| Sputnik Music         | Excelente             |

En Rolling Stone el crítico Tom Graves quien otorga una calificación de dos sobre cinco estrellas, realiza una crítica negativa del álbum, comparando su debut en solitario con la carrera con The Sugarcubes, diciendo que cada vez se volvían más electrónicos llevando a pensar si «no era la hora de que Björk brillara por sí misma». Del álbum en sí dice que es «decepcionante» y que más que «apegarse al rock'n'roll, Debut es dolorosamente ecléctico». Los aspectos negativos de las canciones son; en «Come to me» y «Venus as a boy» el hecho de añadir una «orquesta completa de la India», llegando a ser «intrusivo», en «Like someone in love» es el arpa lo que falla. «Human behaviour» es la única de la que comenta que oyéndola nos hacemos una idea de por qué todo el revuelo que se ocasionó con su publicación. Parte de esta crítica se dirige también al productor Nelle Hooper diciendo de él que «saboteó» el talento de Björk con «electrónica barata». En Slant Magazine el equipo de críticos le dio el puesto 29 de 30 dentro de los Mejores álbumes de los Años 1990, diciendo de él que es una mezcla de trip hop y jazz-pop, separándose así de «su antiguo grupo Sugarcubes». De las canciones dice que no se pueden comparar con las de Post o Homogenic, pero que solo «Violently happy» y «Big time sensuality» «definen verdaderamente el "sonido Björk".» También dice de él que es el álbum «más accesible hasta la fecha» y que con solo este álbum es suficiente para saber que la carrera de Björk se centraría en la avant garde de la música. Ben Heller en Sputnikmusic.com otorga cuatro de cuatro estrellas añadiendo el calificativo de excelente. En la crítica alaba sobre todo «su capacidad de escritora» que se centa en la «celebración del amor», y «su único estilo vocal». Continua Heller diciendo que el álbum «debe mucho a la lista de contribuidores» seleccionados por Björk, nombrando a Nelle Hooper, Corky Hale y Oliver Lake. De las canciones dice que «Like someone in love» tiene un bello acompañamiento de arpa, «Aeroplane» es una «suave bossa nova», y «Anchor song» es misteriosa. En cuanto a los sencillos dice de ellos que están acompañados por vídeos «de lo más innovador», de «Human behaviour» dice que es una de las «más memorables grabaciones de Björk» con un «four to the floor ralentizado», de «Big time sensuality» y «Violently happy» dice que las lleva «más allá de la pista de baile» por sus «ritmos mecanizados» y su «única ternura», de «Venus as a boy» afirma que es la más dulce canción de amor, «combinando chill reggae con un teclado/vibráfono,» finaliza con «Come to me» de la que dice que está «acompañada por serenos y espaciosos arreglos». Termina apuntando que el álbum, aunque Björk no esté del todo de acuerdo, es «tan importante, dinámico y disfrutable como cualquiera de sus últimas grabaciones», y que pocas artistas han llegado a producir álbumes «tan desafiantes como Björk y que este marca el inicio».

## Lista de canciones
Los espacios vacíos son porque Björk hizo el trabajo completo.

| Debut |                                                                         |                                 |                                    |          |  |
| N.º   | Título                                                                  | Escritor(es)                    | Producer(s)                        | Duración |  |
| 1.    | «Human behaviour»                                                       | Björk, Nellee Hooper            | Hooper                             | 4:12     |  |
| 2.    | «Crying»                                                                | Björk, Hooper                   | Hooper                             | 4:49     |  |
| 3.    | «Venus as a boy»                                                        |                                 | Hooper                             | 4:41     |  |
| 4.    | «There's more to life than this» (Recorded live at the Milk Bar toilet) | Björk, Hooper                   | Hooper                             | 3:21     |  |
| 5.    | «Like someone in love» (Es una versión de la canción de 1944)           | Jimmy Van Heusen, Johnny Burke  | Hooper, Björk                      | 4:33     |  |
| 6.    | «Big time sensuality»                                                   | Björk, Hooper                   | Hooper                             | 3:56     |  |
| 7.    | «One day»                                                               |                                 | Hooper                             | 5:24     |  |
| 8.    | «Aeroplane»                                                             |                                 | Hooper                             | 3:54     |  |
| 9.    | «Come to me»                                                            |                                 | Hooper                             | 4:55     |  |
| 10.   | «Violently happy»                                                       | Björk, Hooper                   | Hooper                             | 4:58     |  |
| 11.   | «The Anchor Song»                                                       |                                 |                                    | 3:32     |  |
| 12.   | «Play dead» (Incluida en la reedición)                                  | Jah Wobble, Björk, David Arnold | Arnold , Danny Cannon, Tim Simenon | 3:57     |  |
| 52:12 |                                                                         |                                 |                                    |          |  |

## Listas y posicionamiento
| País (Lista)                                   | Mejor posición |
| ---------------------------------------------- | -------------- |
| Alemania (Media Control Charts)                | 24             |
| Australia (ARIA)                               | 10             |
| Austria (O3 Top 40)                            | 27             |
| Estados Unidos Top Heatseekers (Billboard 200) | 1              |
| Estados Unidos (Billboard 200)                 | 61             |
| Francia (SNEP)                                 | 25             |
| Noruega (VG-Lista)                             | 9              |
| Nueva Zelanda (RINZ)                           | 5              |
| Países Bajos (MegaCharts)                      | 5              |
| Reino Unido (OCC)                              | 3              |
| Suecia (Sverigetopplistan)                     | 2              |
| Suiza (Swiss Album Charts)                     | 18             |

| País                  | Certificación | Ventas    |
| --------------------- | ------------- | --------- |
| Canadá (Music Canada) | Platino       | 50.000    |
| Estados Unidos (RIAA) | Platino       | 1.000.000 |
| Japón (Oricon)        |               | 15.200    |
| Nueva Zelanda (RMNZ)  | Oro           | 7.500     |
| Reino Unido (BPI)     | 2x Platino    | 600.000   |
| Suecia (GLF)          | Oro           | 50.000    |
| Suiza (IFPI Suiza)    | Oro           | 25.000    |

## Sencillos
| Año  | Sencillo                      | Compañía          | Información del Sencillo |
| ---- | ----------------------------- | ----------------- | --- |
| 1993 | «Human Behaviour/Atlantic»    | One Little Indian | El CD sencillo contiene cuatro remezclas |
| 1993 | «Venus as a Boy»              | One Little Indian | Versión 1: Venus as a Boy (Mykaell Riley mix), There's More to Life than this (Non toilet) y Violently Happy (Domestic mix). Versión 2: Stig du mig, Anchor Song (Black dog mix) y I Remember You.      |
| 1993 | «Big Time Sensuality/Sidasta» | One Little Indian | Versión 1: Gloria, Come to Me (Black dog productions). Versión 2: «Big Time Sensuality» (Dave Morales def radio mix), (Fluke remixes), (Justin Robertson Lionrock wigout mix), (Dom T. mix) y (Others). |
| 1993 | «Play Dead»                   | Island            | Versión 1: Versiones; Tim Simenon 7" remix, Tim Simenon orchestral mix, Tim Simenon 12" remix. Versión 2: End Titles/Play Dead (riginal film mix).                                                      |
| 1994 | «Violently Happy/Fluke Remix» | One Little Indian | Versión 1: «VH» más «Anchor Song» (Acoustic), «Come to Me» (Acoustic) y «Human Behaviour» (Acoustic). Versión 2: Cinco remezclas del tema.                                                              |

## Músicos
- Teclados y programación: Marius de Vries, Paul Waller, Martin Virgo, Garry Huges.
- Batería y percusión: Luis Jardim, Bruce Smith, Nelle Hooper.
- Teclado: Björk.
- Vocalista de soporte: Jhelisa Anderson.
- Arpa: Corky Hale.
- Órgano: Garry Huges.
- Bajo: Luis Jardim.
- Guitarra: Jon Mallison.
- Tabla: Talvin Singh.
- Cuerdas - Director musical: Talvin Singh. Arreglos: Sureh Sathe.
- Metales: Arreglos: Björk y Oliver Lake. Músicos: Oliver Lake, Gary Barnacle y Mike Mower.

## Equipo de producción
- Ingenieros: Al Stone, Jim Abbiss, Nelle Hooper, Howie Bernstein, Paul Corkett, Dave Burnham, Briam Pugsley, Hugo Nicolson, Paul Wertheimer, H. Shalleh.
- Asistentes: Jon Mallison, Mark Warner, Pete Lewis, Jim Bob, Andy Bradford, Tim Dickenson, Goetz Botzenhardt, Oggy.
- Ingeniero de mezcla para Play Dead: Q.
- Ingeniero de programación: Kerry Hopwood.
- Estudios de grabación - En Londres: Wild Bunch, Olympic, Townhouse, Livingston, Matrix, Swanyard, Workhouse. En Los Ángeles: Beats Studio, Bombay & Suma Studio.

Masterizado en The Exchange por Mike Marsh.
- Fotografía: Jean Baptiste Mondino.

### Producción
- De la 1 hasta la 10: Nelle Hooper.
  - 5: Nelle Hooper y Björk.
- 11: Björk.
- 12: David Arnold y Danny Cannon con la producción adicional y remix de Tim Simenon.